# Atentado de Coventry em 1939

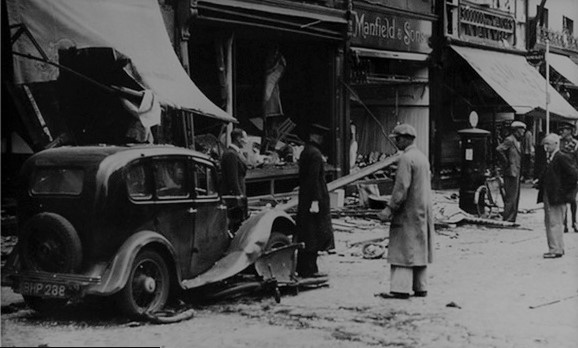
As consequências do atentado no centro da cidade de Coventry em 1939

O atentado de Coventry em 1939 foi um ato de terrorismo cometido pelo Exército Republicano Irlandês (IRA) em 25 de agosto de 1939, no qual uma bomba de 5,1 lb (2,3 kg) sobre uma bicicleta foi colocada no centro da cidade de Coventry, em West Midlands, na Inglaterra, como parte de a campanha S-Plan de 1939-40 da organização. A explosão resultou na morte de cinco civis, com mais de setenta feridos.
Dois membros do IRA foram condenados pelo atentado e posteriormente enforcados em 1940, enquanto um terceiro indivíduo, que reconheceu ter plantado a bomba, escapou. Três outros indivíduos acusados de conspiração no atentado foram absolvidos e posteriormente deportados para a República da Irlanda sob medidas de segurança do governo.
O atentado de Coventry em 1939 foi um dos poucos casos dentro da campanha do S-Plan em que civis foram mortos, embora fontes republicanas posteriormente insistissem que os civis não eram o(s) alvo(s) pretendido(s) no atentado, que originalmente deveria ocorrer em uma delegacia de polícia. A atrocidade em si logo foi ofuscada pela entrada da Grã-Bretanha na Segunda Guerra Mundial, que ocorreu menos de duas semanas depois.